# ジュリア・リン
ジュリア・リン（Julia Ling, 1983年2月14日 - ）は、アメリカ合衆国の女優である。

## 出演作品

### テレビ
- CHUCK/チャック（アンナ・ウー）
- グレイズ・アナトミー4
- The O.C.
- ERXIII緊急救命室
- Dr.HOUSE